# Liparit II de Mingrélie
Liparit II de Mingrélie (Liparit II Dadiani géorgien : ლიპარიტ II დადიანი; mort en 1512) est un membre de la maison Dadiani et un eristavi (c'est-à-dire; duc) d'Odishi, la future principauté de Mingrélie, dans l'ouest de la Géorgie de 1482 jusqu'à sa mort.

## Biographie
Liparit est le fils de Shamadavle Dadiani, eristavi d'Odishi, et de son épouse nommée Anna. Il devient duc après la mort de son grand-oncle, Vameq II Dadiani, en 1482. Dans la guerre civile entre les divers prétendants qui déchirent le royaume de Géorgie à cette époque, Liparit maintient le choix de ses prédécesseurs  de soutenir le roi
Constantin II de Géorgie contre son rival le prince, Alexandre, qui s'était autoproclamé roi d'Iméréthie en 1484. Liparit invite Constantin à reconquérir l'Iméréthie et l'aide avec ses troupes à chasser Alexandre dans les montagnes qui entourent Ratcha en 1487. L'année suivante, Constantin est attaqué par les Turcomans Aq Qoyunlu dans le Karthli et n'est plus en position de se maintenir en Iméréthie et Alexandre II réussit à reprendre le cours de son règne. Liparit fait la paix avec lui et continue à gouverner comme son vassal avec toutefois une large autonomie. En 1491, Constantin II de Kartli accepte de reconnaitre le fait accompli et Alexandre comme roi d'Iméréthie ce qui entérine la dissolution du royaume de Géorgie unitaire et l'autonomie de facto de la Mingrélie comme vassale du royaume d'Iméréthie,,.
Liparit II meurt en 1512 et il a comme successeur son fils, Mamia III Dadiani. Il est possible qu'il soit également le père d'une fille nommée Gulnar, qui épouse le prince Abash Abachidzé.